# St. Laurentius (Trebitz)

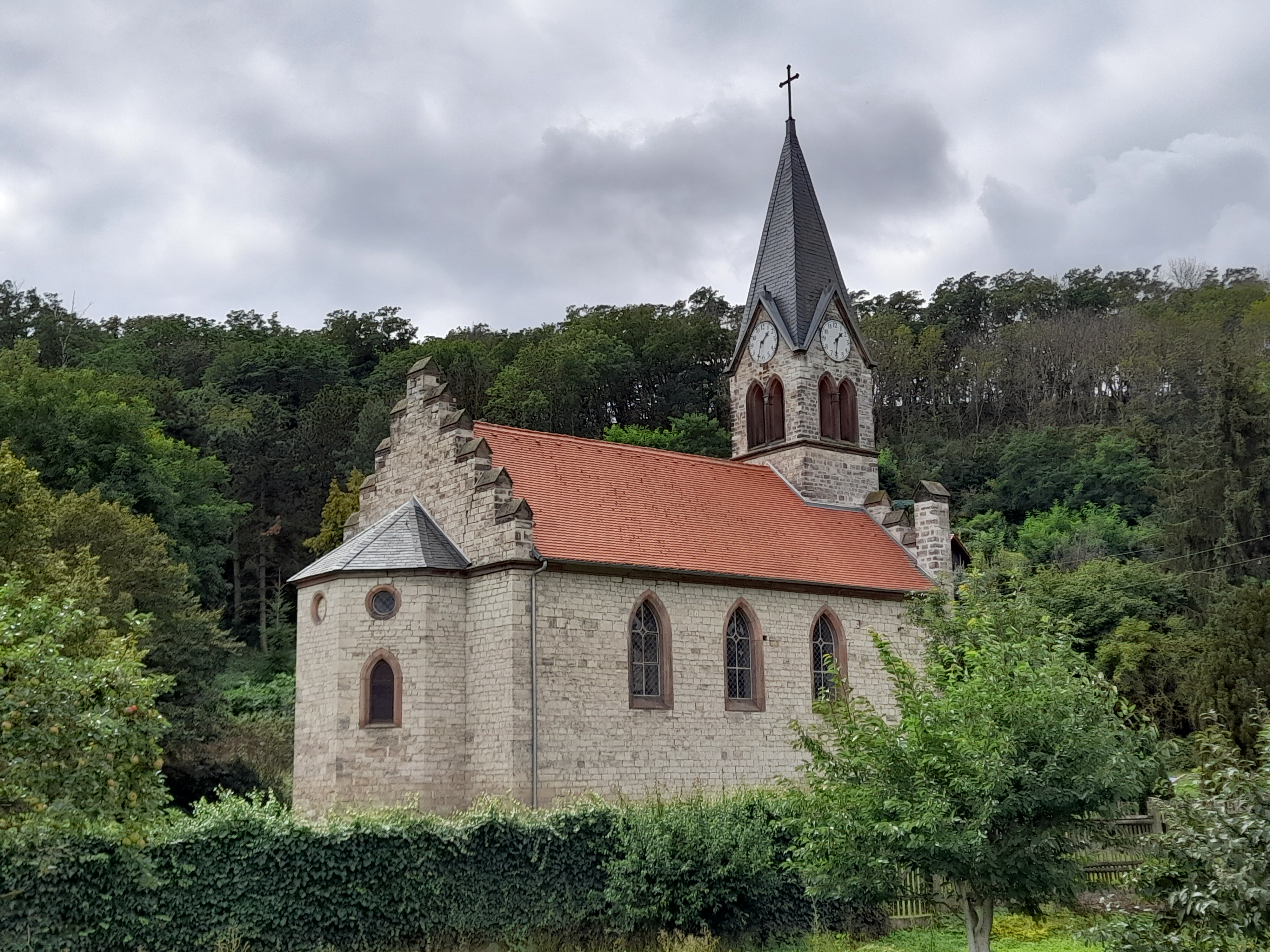
St. Laurentius (Trebitz)

St. Laurentius ist die evangelische Dorfkirche von Trebitz. Sie befindet sich in der Ortschaft Kloschwitz in der Einheitsgemeinde Salzatal im Saalekreis in Sachsen-Anhalt. St. Laurentius gehört zum Kirchspiel Friedeburg im Pfarrbereich Gerbstedt im Kirchenkreis Eisleben-Sömmerda der Evangelischen Kirche in Mitteldeutschland.

## Geschichte und Baubeschreibung
Die Kirche St. Laurentius entstand im Jahr 1854 als neugotischer Hausteinbau. Der Saalbau ist mit einem Satteldach gedeckt, im Westen befindet sich der quadratische Kirchturm, im Osten eine polygonale Apsis, die einem Chor ähnelt. An der Ost- und an der Westfassade wurden Stufengiebel angebracht. Die Uhren am Kirchturm sind oberhalb der Klangarkaden in kleine Giebel rund um den eingezogenen Turm angeordnet. Auf dem Friedhof steht eine neugotische Kapelle. Die Fassade des dreiachsigen Kirchenschiffs wurde nicht weiter unterteilt. An der Ostseite wird der Blendgiebel des Schiffs zusätzlich durch ein Gesims betont.
Das Gotteshaus steht als Baudenkmal unter Denkmalschutz und ist im Denkmalverzeichnis mit der Erfassungsnummer 094 55177 enthalten. Im Jahr 2019 wurde eine zweite Glocke bei Petit & Gebr. Edelbrock in Gescher in Auftrag gegeben, die am 25. Juli 2019 gegossen und am 25. Oktober 2019 übergeben wurde. Der Einbau erfolgte am 19. April 2020 und die Glockenweihe fand am 19. Juli 2020 statt.